# Trochilus

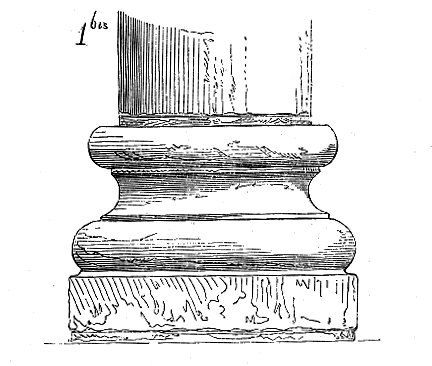

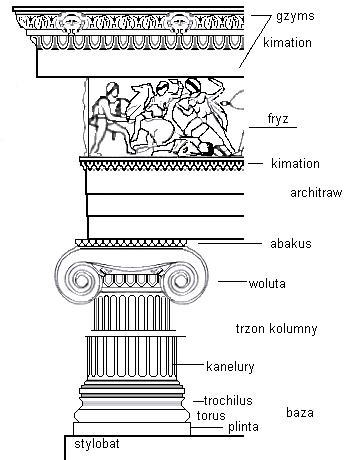
Schemat porządku jońskiego

Trochilus (wklęska) – wklęsły element zdobiący bazę kolumny. Trochilus miał profil półokrągłego zagłębienia obiegającego kolumnę, często rozdzielał torusy.